# Phycosoma aheneum
Espèce
Synonymes
- Trigonobothrys aheneus Dyal, 1935

Phycosoma aheneum est une espèce d'araignées aranéomorphes de la famille des Theridiidae.

## Distribution
Cette espèce est endémique du Pakistan.

## Description
La femelle syntype mesure 2,5 mm.

## Systématique et taxinomie
Cette espèce a été décrite sous le protonyme Trigonobothrys aheneus par Dyal en 1935. Elle est placée dans le genre Phycosoma par Fitzgerald et Sirvid en 2003.

## Publication originale
- Dyal, 1935 : « Fauna of Lahore, 4. Spiders of Lahore. » Bulletin of the Department of Zoology of the Panjab University, vol. 1, p. 117-252.